# Георгиева, София Христова
София Георгиева (болг. София Христова Георгиева; род. 20 сентября 1995, Шумен) — болгарская спортсменка, борец вольного стиля, призёр Европейских игр 2019 года. 

## Биография
Родилась в 1995 году в городе Шумене. С 2011 года выступает на международных соревнованиях представляя Болгарию. 
В 2018 году на чемпионате Европы среди спортсменов не старше 23-х лет, который состоялся в Турции в Стамбуле, в весовой категории до 65 кг она уступила только в финале и завоевала серебряную медаль. 
В 2019 году на Европейских играх в Минске завоевала бронзовую медаль в весовой категории до 68 кг.